# Мој грех
Мој грех (шп. Culpa mía) шпански је љубавни филм из 2023. у режији и по сценарију Доминга Гонзалеза. Темељи се на истоименој Wattpad причи коју је написала Мерседес Рон. Главне улоге глуме Никол Волас и Габријел Гевара. Наставак, Твој грех, приказан је 2024.

## Радња
Ноа мора да напусти свој град, дечка и пријатеље да би се уселила у вилу новог супруга своје маме. Тамо упознаје свог полубрата Ника и њихове личности се сукобљавају од самог почетка. Али привлачност коју осећају навешће их да живе у забрањеној вези, где ће им бунтовна и измучена нарав преокренути светове наглавачке, чинећи да се лудо заљубе.

## Улоге
| Глумац          | Улога           |
| --------------- | --------------- |
| Никол Волас     | Ноа             |
| Габријел Гевара | Ник             |
| Марта Асас      | Рафаела         |
| Иван Санчез     | Вилијам Лајстер |
| Ева Руиз        | Џена            |
| Виктор Варона   | Лајон           |
| Фран Беренгер   | Рони            |
| Иван Масаге     | Хонас           |
| Пабло Ригеро    | Ден             |
| Ив Рајан        | Бети            |
| Ноа Касес       | Меги            |